# Лайош Діньєш
Лайош Діньєш (угор. Dinnyés Lajos, 16 квітня 1901, Дабаш, Австро-Угорщина — 3 травня 1961, Будапешт, Угорська Народна Республіка) — угорський державний діяч, прем'єр-міністр Угорщини (1947—1948).

## Біографія
Після закінчення сільськогосподарського коледжу та економічної академії в місті Кестхей з 1930 року був фермером. У 1930 році вступив до лав Партії дрібних сільських господарів, яку він представляв в парламенті (1931—1939). Під час Другої світової війни брав активну участь в русі Опору.
З 1945 року до своєї смерті обирався членом і кілька разів заступником голови Національних Зборів, останній раз в 1958 році.
В березні-вересні 1947 рр. — Міністр оборони в уряді Ференца Надя,
1947—1948 рр. — Прем'єр-міністр Угорщини. У цей період за ініціативою лідера комуністів Матяша Ракоші уряд провів націоналізацію основних галузей угорської економіки і колективізацію сільського господарства. Був відправлений у відставку після втечі міністра фінансів країни Іштвана Ньяраді до Швейцарії.
1948—1952 рр. — Президент Об'єднаного науково-дослідного інституту сільського господарства,
1952—1960 рр. — Генеральний директор Національної сільськогосподарської бібліотеки та Національного Центру сільськогосподарської документації.
| Прапор Угорщини | Це незавершена стаття про Угорщину. Ви можете допомогти проєкту, виправивши або дописавши її. |

1. ↑  József B., László H. Magyarország kormányai — 5 — Akadémiai Kiadó, 2004. — С. 105. — 549 с.
2. ↑  István V. Az Ideiglenes Nemzetgyűlés almanachja 1944–1945 — Budapest: 1994. — С. 102. — 598 с. — ISBN 963-03-3857-2
3. ↑  https://mpgy.ogyk.hu/mpgy/hk/alm/almanach_1945-47/1945_ngy_a_t109.htm
4. ↑  https://mpgy.ogyk.hu/mpgy/hk/alm/almanach_1947-49/1947_ngy_a_t089.htm